# ریو ناکامورا (بازیکن فوتبال، زاده ۱۹۹۶)
ریو ناکامورا (ژاپنی: 中村 亮؛ زادهٔ ۳۱ دسامبر ۱۹۹۶) یک بازیکن فوتبال اهل ژاپن است.
از باشگاه‌هایی که در آن بازی کرده‌است می‌توان به باشگاه فوتبال کاماتامار سان‌اوکی اشاره کرد.